# アーサー・ワーマス
アーサー・ウィリアム・ワーマス・ジュニア（Arthur William Wermuth, Jr., 1915年 - 1981年）は、アメリカ合衆国の軍人。アメリカ陸軍の将校として第二次世界大戦に従軍し、「バターンのワンマン・アーミー」（One-Man Army of Bataan）の異名で知られた。また、1942年4月から1945年8月までは捕虜として収容されていた。

## 経歴
1915年、医師で第一次世界大戦への従軍経験があった父と母クレア・ナタリー・ローレンツ（Clara Natalie Lorenz）の息子としてサウスダコタ州で生を受けた。姉のナタリー（Natalie）はプロのダンサーで、1940年代にはタリア（Talia）の芸名でシカゴを中心に活動していた。
ワーマスは少年期をシカゴのレイク・ビュー近くの家で過ごした。また、第二次世界大戦頃にはミシガン州トラバースシティに暮らしていた。
1932年、ワーマスはノースウェスタン陸海軍学校を卒業した。青年期の彼はスポーツ好きで、ボート競技、フットボール、陸上競技、野球など、様々な競技に参加していた。この頃はチームメートから、サッチ（Satch）というあだ名で呼ばれていた。フットボールチームではガードやタックルのポジションを務めたほか、野球では外野手を務め、打率は.299だった。陸上選手としては砲丸投や円盤投に参加していた。卒業アルバムではスポーツ選手としてのワーマスについて、「守備の時、彼は誰も通さないハードな男だった。攻撃の時、多くの得点が彼が開いた穴によって得られた」（"Defensively, he was a hard man to get through. Offensively, many gains were made through holes he opened."）と紹介している。
その後、ノースパーク大学では予備役将校訓練課程に参加し、また微生物学の学士号を得ている。1935年6月1日、シカゴにてジェーン・ウィルキンス（Jean Wilkins）と結婚。彼らの婚姻関係は1947年の離婚まで続いた。

## 第二次世界大戦
1936年、ノースウェスタン大学在学中に陸軍将校となる。歩兵科予備役少尉に任官したワーマスは市民保全部隊に配属され、ミシガン州ウォーターズミート近くで勤務した。この頃に荒野におけるサバイバル技術を学んだという。1941年1月には現役将校としてスーセントマリーのフォート・ブラディに派遣され、4月までここに務めた。1941年12月10日、日本軍のフィリピン侵攻が始まった後、ワーマスは大尉に昇進すると共に、当時の米軍内では数少なかったフィリピン人部隊でありフィリピン・スカウト部隊の1つである第57歩兵連隊に配属された。1942年1月5日、ワーマスは185人のフィリピン兵によって「自殺狙撃隊」（suicide snipers）として知られる部隊を編成した。これは戦線後方まで浸透して活動していた日本軍狙撃兵を排除する為のカウンター・スナイパー部隊だった。それから3週間のうちに、自殺狙撃隊は45人の戦死者を出しながら500人以上の敵兵を殺害したとされる。ワーマスはフィリピン兵を率い橋梁や敵陣地への破壊工作を展開し、1月には足を撃たれて負傷する。2月3日には胸を撃たれ、治療の為に後送された。2月15日、無許可で病院を離れて部隊に戻る。4月初頭、巨大な落石に潰されて重傷を負い、再び後送された。その後、ワーマスは第2野戦病院（Field Hospital Number 2）にて目を覚ますが、その時点で既に病院は日本軍部隊に包囲されていた。
ワーマスは捕虜となるまでに少なくとも116人の日本兵を殺害したとされている。1942年1月に殊勲十字章を授与され、以後は「バターンのワンマン・アーミー」として知られるようになった。その他に銀星章と3つの名誉戦傷章も授与されている。

### 捕虜
ワーマスはその後も日本軍の野戦病院で治療を受けた。1942年5月25日に退院し、ニュー・ビリビッド刑務所に収監される。依然として負傷の具合が深刻だったため、いわゆるバターン死の行進には割り当てられず、鉄道貨車でカバナツアン近くの捕虜収容所に移された。9月、500名ほどが働いていたバタンガス州リパ市の滑走路建設現場に送られる。建設作業の最中、ワーマスらはサボタージュの一環として爆撃機の着陸に耐えられないように滑走路の強度を落としていった。1943年1月、傷が悪化した為にニュー・ビリビッド刑務所へ送り返され、4月には刑務所内で捕虜のアメリカ人外科医による手術を受けることになる。6月、カバナツアン収容所に送り返され農場での作業に従事する。農場の労働環境は劣悪で、1944年1月にはある捕虜が作業中に厩肥の中へ倒れこんでしまった。ワーマスが日本側の指揮官に労働環境改善を申し出ると激しく殴打されて腎臓を損傷し、入院を余儀なくされた。

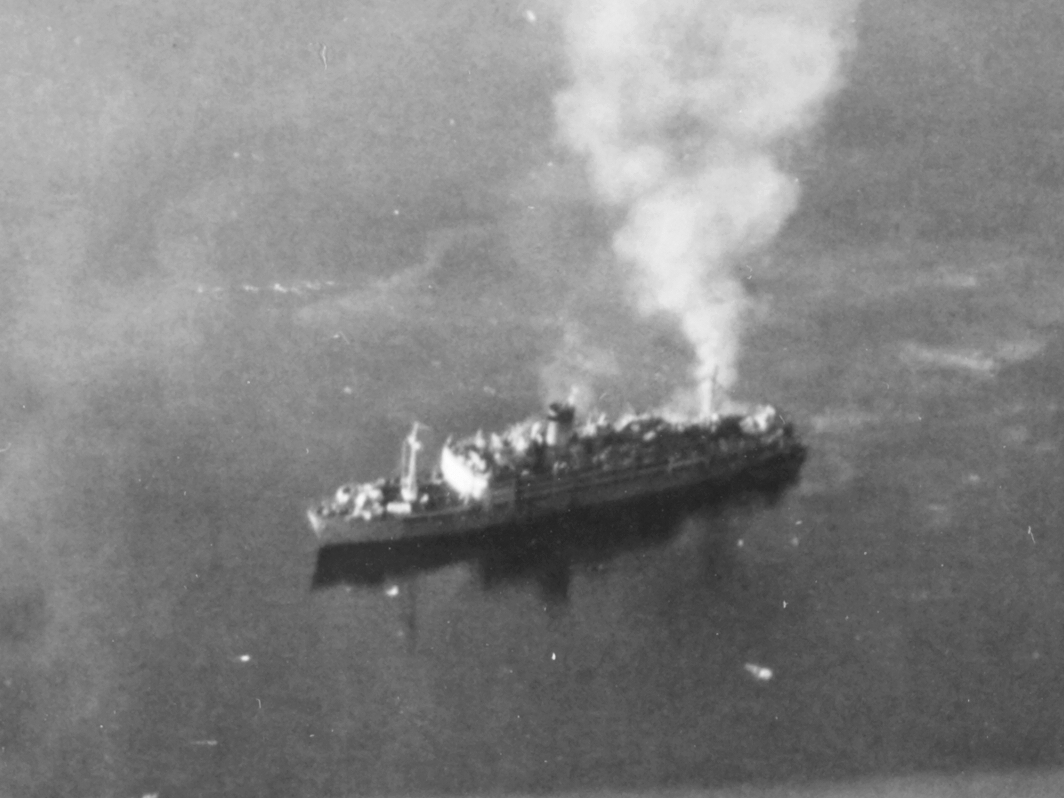
1944年12月、オロンガポ近くで攻撃を受ける鴨緑丸

1944年10月13日にはニュービリビッド刑務所に戻される。12月、1,620人の捕虜の1人としていわゆるヘルシップの1隻でもあった鴨緑丸に載せられた。1944年12月15日、鴨緑丸はスービック湾オロンガポ近くにて米空母ホーネット所属部隊による爆撃を受けた。この際に数百人の捕虜が死亡したが、ワーマスは生き延びてオロンガポに降ろされ、そこから鉄道でサンフェルナンドに送られた。彼の乗り込んだ貨車には160人の捕虜がつめ込まれており、目的に到着するまでの26時間は座ることもできなかった。ワーマスによれば、移動中に死んだ男が彼の足元に倒れており、移動させる余裕もなかったので、到着まで放置されていたという。1945年1月、台湾島へ向かう江之浦丸に載せられる。江之浦丸も空母ホーネット所属部隊による爆撃を受けたが、この際の負傷によってワーマスは4つ目の名誉戦傷章を授与されている。台湾島到着後は日本本土、釜山を経由して満州国奉天市の捕虜収容所に送られ、1945年8月に侵攻してきた赤軍によって解放された。ワーマスの体重について大戦初期の計測記録には190ポンド (86 kg)とあるが、ロシア兵に発見された時には105ポンド (48 kg)まで痩せていた。ワーマスはアメリカ本土へ向かう輸送船マリーン・シャーク号（SS Marine Shark）に乗り込み、1945年11月1日にサンフランシスコに到着した。帰国後、ワーマスはフィリピン兵の貢献を称え、「私がやり遂げたとされている物事の9割は彼らによって成されたのだ。彼らは世界最高の兵隊だ。私はただ、適切な場所、適切な時に偶然居合わせただけなのだ」と語った。

## 戦後
終戦直後、フィリピン人看護婦オリヴィア・ジョセフィーヌ・オズワルド（Olivia Josephine Oswald）が、1941年12月7日にマニラのグレートイースタンホテル屋上でワーマスと結婚したと主張した為にワーマスとの間で論争が起こった。1947年6月4日にジェーンと離婚すると、同日中にパトリシア・スティール（Patricia Steele）と結婚した。1956年頃、デイヴィッドという8歳の少年を養子として引き取っている。
1948年、カンザス州ウィチタの裁判所で裁判官（Marshal）に選ばれ、1951年には作家L・ロン・ハバードの逮捕に関わっている。1957年からコロラド州ジェファーソン郡で保安官（sheriff）を務める。1962年5月1日、横領の容疑で起訴を受け辞職。保安官としては1960年に起こったアドルフ・クアーズ3世殺人事件の捜査に関与している。1960年代初頭にはジュリア（Julia）という女性と再婚したという。